# Новое Ахпердино
Но́вое Ахпе́рдино (чув. Ҫӗнӗ Ахпӳрт) — село в Батыревском районе Чувашской Республики. Административный центр Новоахпердинского сельского поселения.

## География
Расстояние до столицы республики — города Чебоксары — 143 км, до районного центра — села Батырево — 7 км, до ближайшей железнодорожной станции — 59 км. Село расположено на левобережье реки Була и на правом берегу речки Шигал (чув. Çăкал).

## История
В прошлом входила в Батыревскую волость Буинского уезда Симбирской губернии. Новое Ахпердино образовалось в результате переселения 9 семей из деревни Старое Ахпердино (тогда — Ахпердино):214. В каком году произошло переселение точно неизвестно.
Существуют и иные версии происхождения селения:

Согласно преданиям, начало дер. (ныне село) Новое Ахпердино (Çĕнĕ Ахпӳрт) положили переселившиеся из дер. Аниш-Ахпердино (Çĕнĕ Ахпӳрт, ныне Канашского района) семьи Тукшика, Паршика и Утеша. Теперь же в Новом Ахпердине 600 дворов. Это село имеет свои дочерние селения: то ли в 1864 году 13 дворов, то ли в 1882 году 27 дворов выселились в дер. Булаково, а в советское время, при организации колхозов выселилась дер. Козловка (инициатором образования нового поселения был Александр Козлов, ставший первым председателем колхоза в этой деревне, названной по его фамилии).— Чувашские исторические предания
Первое упоминание села Новое Ахпердино содержится в материалах 2-й ревизии, относящейся к 1747 году. При 3-й ревизии (1764) в селении проживало 239 мужчин и 220 женщин:214.
В 1785 году в Санкт-Петербурге появилась книга Т. Г. Масленицкого под названием «Топографическое описание Симбирского наместничества», где помещены сведения и по селу Новое Ахпердино.
Жители — чуваши, до 1724 года — ясачные, до 1835 года — государственные, до 1863 года — удельные крестьяне. Занимались земледелием, животноводством, пчеловодством, бакалейной торговлей, отхожими промыслами: нанимались плотниками, пильщиками, извозчиками, столярами, портными, сапожниками, кузнецами в селения Буинского и соседних уездов. С 1890 года функционировала школа грамоты. В начале XX века действовало 33 торгово-промышленных заведения. В 1928 году образован колхоз им. Сталина.

## Население
| 2010 | 2012  |
| ---- | ----- |
| 1105 | ↗1187 |

Число дворов и жителей по годам: в 1723 — 73 двора; 1795 — 95 дворов, 278 мужчин, 279 женщин; 1869 — 405 мужчин, 411 женщин; 1897 — 238 дворов, 694 мужчины, 703 женщины; 1926 — 379 дворов, 920 мужчин, 991 женщина; 1939 — 980 мужчин, 1115 женщин; 1979 — 786 мужчин, 978 женщин; 2002 — 453 двора, 1243 человека: 590 мужчин, 653 женщины; 2010 — 383 частных домохозяйства, 1105 человек: 536 мужчин, 569 женщин.
По данным Всероссийской переписи населения 2002 года в селе проживали 1243 человека, преобладающая национальность — чуваши (99%).

## Инфраструктура
Функционирует СХПК «Родина» (2010). Имеются школа, детский сад, фельдшерский пункт, клуб, библиотека, отделение связи, 4 магазина, предприятие общественного питания. Действует храм Святого Николая Чудотворца (1909—1937, с 1991).

## Транспорт
Между деревней и районным центром — селом Батырево — курсируют рейсовые автобусы.

## Памятники и памятные места
- Памятник воинам, павшим в Великой Отечественной войне (ул. Ленина)[11].

Памятники археологии
- Объект культурного наследия народов РФ федерального значения. Рег. № 211440105480006 (ЕГРОКН). Объект № 2100067000 (БД Викигида) Селище — археологический памятник (средние века) (на территории села).
- Объект культурного наследия народов РФ федерального значения. Рег. № 211440121740006 (ЕГРОКН). Объект № 2100453000 (БД Викигида)  Кладбище «Чаваш Масаре» — археологический памятник (0,5 км восточнее села)[12].

## Уроженцы
- Каштанов Михаил Филиппович (1902, Новое Ахпердино, Буинский уезд — 1962, Москва) — первый ответственный секретарь Чувашского обкома РКСМ (1920—1921), инженер-полковник, кандидат технических наук. В 1931—1960 годах — преподаватель Военной академии связи и бронетанковых войск. Автор учебников, учебных пособий, научных трудов по проблемам электротехники. Награждён орденами Ленина, Красного Знамени, Красной Звезды, медалями[13].
- Наташкин Николай Александрович (1917, Новое Ахпердино, Буинский уезд — 1984, Козловка, Батыревский район) — передовик производства, участник Великой Отечественной войны 1941—1945 годов. Работал трактористом-машинистом Чкаловской МТС, трактористом колхоза «Гвардеец» Батыревского района. Заслуженный механизатор сельского хозяйства РСФСР (1963)[14].